# Conancio de Palencia

## Reseña biográfica
Nace probablemente en el 580 y fue consagrado obispo cerca del año 610; habiéndose convertido del arrianismo en el 589, posteriormente es nombrado obispo de Palencia y gobernó la diócesis alrededor de veinte años, sucediendo a un obispo visigodo. Ejerció influencia de san Julián de Toledo (Primado de España desde el año 680 - 690) y este compuso melodías que debieron de ser modernas para su época.

## Vida personal
Fue una figura ilustre, innovador de la vida cultural en su diócesis. Idelfonso observa que se dedicó muy activamente a la liturgia, componiendo música en particular para algunas partes del oficio matutino. Escribió además una serie de plegarias salmódicas, quizá conservadas al menos en parte. Fue maestro de Fructuoso de Braga (descendiente de una familia real visigoda, de la que procedía el rey  Sisenando, era hijo de un jefe del ejército, vinculado al Biérzo).
Junto con algunos de los obispos de la España visigoda (Pedro de Lérida, San Leandro, Juan de Zaragoza, San Isidoro) dejan huellas de su saber e inspiración en los libros litúrgicos: piezas musicales de misas, himnos, oraciones, etc.; además junto con san Leandro de Sevilla y san Idelfonso de Toledo compusieron varias poesías sagradas para el Misal y el Breviario con varios himnos. Desde los tiempos de los Godos, los eclesiásticos, entre ellos Conancio de Palencia, ya usaban las notas musicales en sus escritos, puesto que no podían dejar a la posteridad, como lo hacían, sus composiciones en música, sin expresar con notas en el papel los diferentes tonos y voces. Conancio de Palencia compuso muchas obras de singular dulzura. Muere entre los años 638-639.